# Ulf Kristersson
Ulf Hjalmar Ed Kristersson, född 29 december 1963 i Lunds domkyrkoförsamling i Malmöhus län, är en svensk moderat politiker, civilekonom och Sveriges statsminister sedan den 18 oktober 2022. Han är partiledare för Moderaterna sedan den 1 oktober 2017 och ledde partiet genom riksdagsvalen 2018 och 2022.
Kristersson var riksdagsledamot för Moderaterna 1991–2000, och är det återigen sedan 2014. Han var ordförande för Moderata ungdomsförbundet 1988–1992, kommunalråd i Strängnäs kommun 2002–2006, socialborgarråd i Stockholms stad 2006–2010 och socialförsäkringsminister 2010–2014 (i regeringen Reinfeldt).

## Biografi

### Bakgrund och familj
Kristersson bodde i sin födelsestad Lund fram till fem års ålder och är därefter uppvuxen i Torshälla utanför Eskilstuna. Han är son till ekonomikonsulten, filosofie kandidat Lars Kristersson (1938–2015) och adjunkten Karin Kristersson (född Axelsson, 1938–2020) och har två yngre syskon.
Efter att ha gått ut från S:t Eskils gymnasium i Eskilstuna 1983 gjorde Kristersson åren 1983–1984 värnplikt som plutonbefäl med sergeants grad vid Upplands regemente (S 1) i Enköpings garnison. Han flyttade därefter till Uppsala för att studera företagsekonomi och nationalekonomi vid Uppsala universitet, där han avlade civilekonomexamen 1988. Under studietiden var han även aktiv vid Södermanlands-Nerikes nation och var bland annat dess programsekreterare. På majmiddagen 2013 blev han hedersledamot vid nationen.
Kristersson är bosatt i Strängnäs. Han är sedan 1991 gift med Birgitta Ed. Paret har tre döttrar som är adopterade från Kina. Hustrun har arbetat som bland annat PR-konsult och är nu präst.

### Yrkeskarriär före politiken
Kristersson var marknadschef för Timbro förlag 1995–1998 parallellt med sitt uppdrag som riksdagsledamot. År 1994 gav han även ut boken Non-working Generation på förlaget. I boken argumenterar han emot den svenska modellen och välfärdsstaten, som han jämför med apartheid och som han anser trycker ner människor i passivitet.
Under perioden 2000–2001 arbetade Kristersson som kommunikationsdirektör hos IT-företaget Connecta i Stockholm. Efter bolagets fusion med Information Highway bytte företaget namn till Adcore AB. Åren 2001–2002 var han även kommunikationskonsult hos företaget Nextwork AB. Han anlitade under den perioden svart städhjälp under något år, vilket han uppgav i en enkät när han åter var aktiv inom politiken. Han motiverade det med att han inte varit politiskt förtroendevald eller representant längre, men att han tyckte det var felaktigt och en svag förklaring.
Kristersson var styrelseordförande i Adoptionscentrum åren 2003–2005. Under hans period som ordförande skakades Adoptionscentrum av en skandal, där det avslöjades att kidnappade barn från Kina hade förmedlats till svenska familjer; Adoptionscentrums dåvarande informationsansvariga Margret Josefsson angav att Kristersson kände till förhållandena, men det är oklart hur mycket han kunde påverka. Kristersson har fortsatt att engagera sig för föräldralösa och adopterade barn och i februari 2021 föreslog han att det skulle tillsättas en statlig utredning som skulle författa en vitbok om hur internationella adoptioner till Sverige har fungerat historiskt.

## Politisk karriär fram till 2017

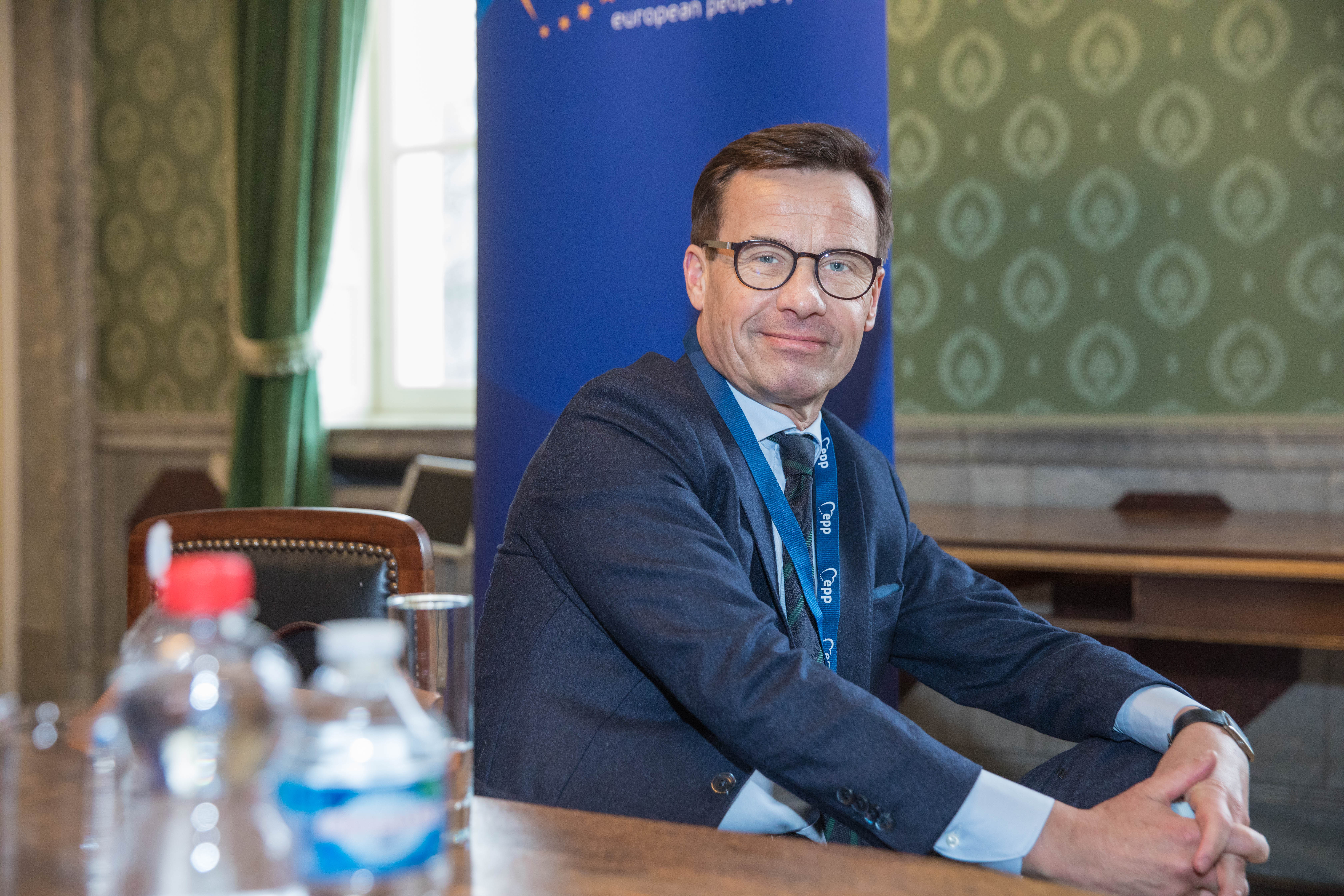
Kristersson under ett möte med Europeiska folkpartiet 2018.

Under sin gymnasietid på S:t Eskils gymnasium i Eskilstuna bildade Kristersson, tillsammans med några vänner, en MSU-förening (Moderat skolungdom) på skolan. Där beskriver Kristersson att hans politiska engagemang tog fart.

### Ordförande för Moderata Ungdomsförbundet 1988–1992
Efter avslutade akademiska studier var Kristersson åren 1988–1992 ordförande för Moderata Ungdomsförbundet (MUF). Vid förbundsstämman 1992, som hölls i Lycksele, förlorade Kristersson ordförandevalet med tre röster mot utmanaren Fredrik Reinfeldt i vad som kommit att kallas ”slaget i Lycksele”. Kristersson ansågs under denna tid representera en mer nyliberal falang inom ungdomsförbundet, medan Reinfeldt representerade en mer konservativ riktning. Som MUF-ordförande förespråkade Kristersson öppna gränser och helt fri invandring.

### Ledamot av Sveriges riksdag 1991–2000
Kristersson inträdde 5 oktober 1991 som ersättare för utrikesminister Margaretha af Ugglas i riksdagen från Stockholms kommuns valkrets. Han var därefter ordinarie riksdagsledamot från riksdagsvalet 1994 fram till våren 2000. Under denna period i riksdagen var han i olika perioder ledamot i socialförsäkringsutskottet, utbildningsutskottet, arbetsmarknadsutskottet och riksdagens revisorer. Han var under några år även vice ordförande för Moderaterna i Stockholm. Han lämnade riksdagen våren 2000 för att arbeta för IT-företaget Connecta.

### Kommunalråd och borgarråd 2002–2010
Kristersson kom tillbaka till politiken i samband med valet 2002, då han blev finanskommunalråd i Strängnäs kommun. Inför valet 2006 var han ordförande i Moderaternas familjepolitiska arbetsgrupp. Efter valet blev han socialborgarråd i Stockholms stad. Under tiden som socialborgarråd fick han ett hyreskontrakt på en femrumslägenhet i Stockholm av Ersta Diakonisällskap efter ett möte med Erstas dåvarande direktör, KD-politikern Thorbjörn Larsson. Eftersom Stockholms stad gjorde upphandlingar och gav ekonomiskt bistånd till Ersta Diakonisällskap, bland annat för bostäder åt utsatta, startades en förundersökning om mutbrott av både Ulf Kristersson och en person i föreningens ledning. Enligt ett internt policydokument skulle lägenheterna i det aktuella huset reserveras för nyanställda och studerande på föreningens högskola. Förundersökningen lades sedermera ned med motiveringen att Ulf Kristersson inte hade direkt makt över bidragsutdelningen. Under 2008 var han ordförande i Moderaternas migrations- och integrationspolitiska arbetsgrupp. Inför riksdagsvalet 2010 var han ordförande i Alliansens familjepolitiska arbetsgrupp och även Moderaternas talesperson i social- och familjepolitiska frågor.

### Socialförsäkringsminister 2010–2014
Efter riksdagsvalet 2010 tillträdde Kristersson som socialförsäkringsminister i regeringen Reinfeldt. Han efterträdde Cristina Husmark Pehrsson.
Kristersson första uppdrag blev att se över regeringens tidigare sjukförsäkringsreform och att genomföra ett antal reformer. Resultatet av hans arbete med detta presenterades under våren 2011 och var en del av regeringens budgetproposition inför 2012. I samband med detta vägrade regeringen och Kristersson att följa riksdagens beslut om hur sjukskrivnas arbetsförmåga ska prövas, men ändrade sig i mars 2012.

### Ekonomisk-politisk talesperson 2014–2017
Regeringen Reinfeldt avgick efter riksdagsvalet 2014. Kristersson, som i valet åter blivit riksdagsledamot, nu för Södermanland, utsågs i december 2014 till Moderaternas ekonomisk-politiska talesperson och blev vice ordförande i finansutskottet i riksdagen. Han lämnade detta uppdrag och efterträddes av Elisabeth Svantesson i oktober 2017, sedan han valts till ny partiledare för Moderaterna.

## Partiledare och oppositionsledare 2017–2022

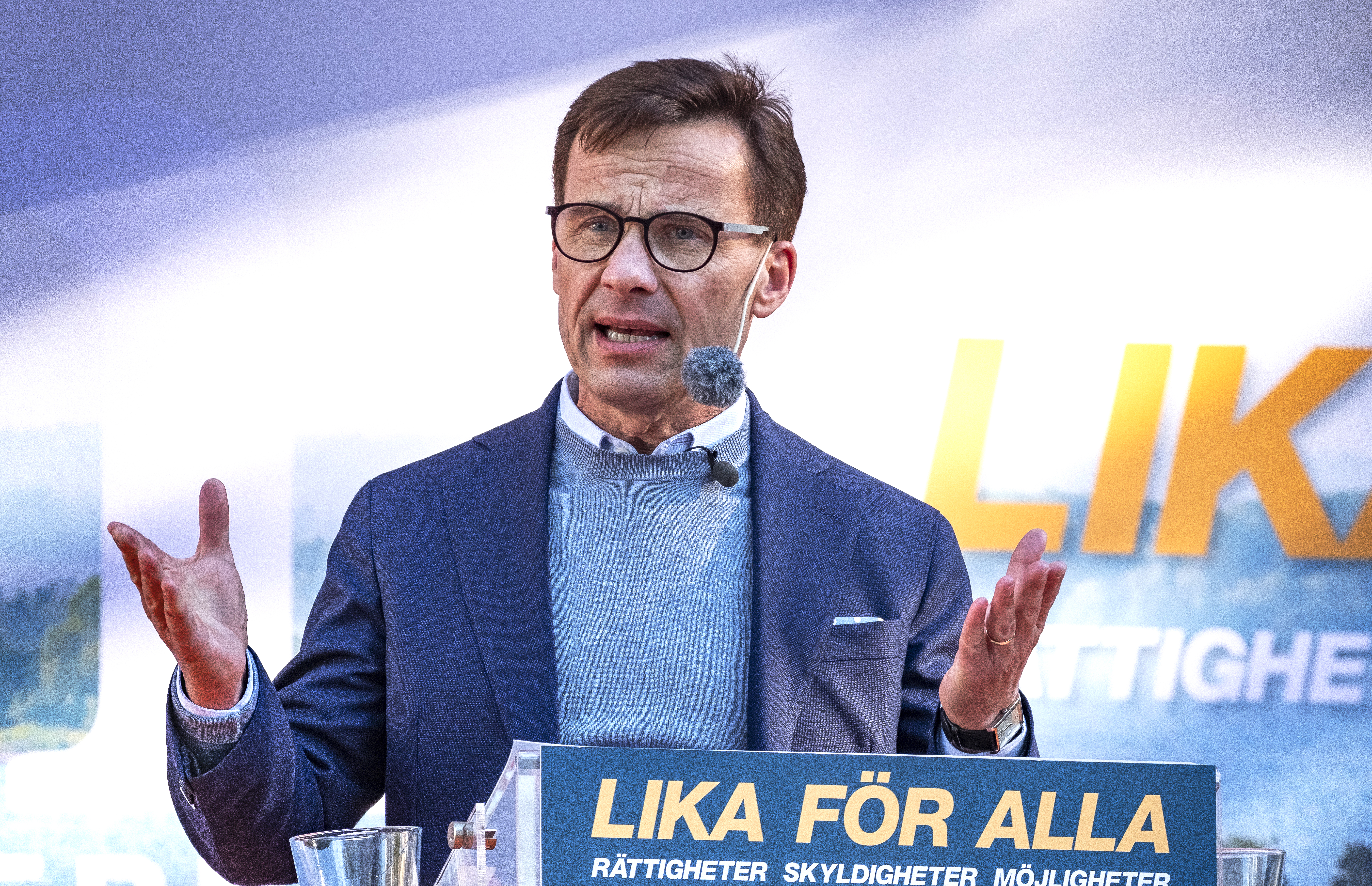
Kristersson talar under Almedalsveckan inför riksdagsvalet 2018 under partiets kampanjslogan ”Lika för alla”.

Den 1 oktober 2017 valdes Kristersson till Moderaternas partiledare vid en extra partistämma på Clarion Sign i Stockholm. Han efterträdde Anna Kinberg Batra, med knappt ett år kvar till riksdagsvalet 2018.
I sitt installationstal slog Kristersson fast att Sverige ska bli ett land för hoppfulla och att Moderaterna ska vara ett parti för hoppfulla. Även i flera andra tal har Kristersson särskilt lyft frågan om social rörlighet. Han deltog i sin första partiledardebatt den 8 oktober 2017 i SVT:s Agenda.

### Riksdagsvalet 2018

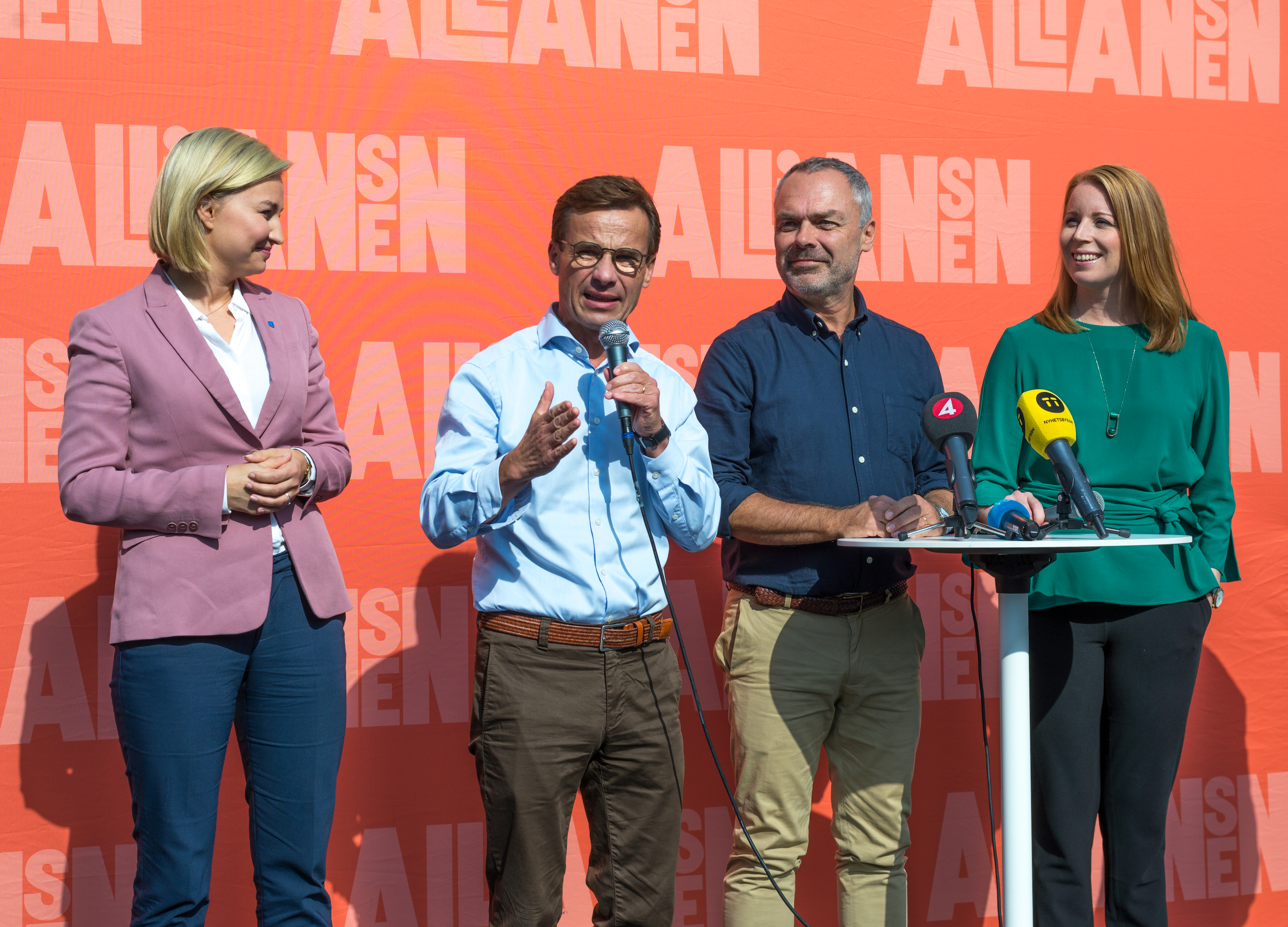
Ulf Kristersson med Alliansledarna på Soltorget vid Sergels torg i Stockholm dagen före valdagen den 8 september 2018. Från vänster: Ebba Busch Thor, Ulf Kristersson, Jan Björklund, Annie Lööf.

Efter partiledarbytet i oktober 2017 ökade stödet för Moderaterna i olika opinionsmätningar och i nyhetsmedier talades det om en ”Kristersson-effekt”. Enligt en mätning från Demoskop i januari 2018 nådde partiet sitt högsta väljarstöd på över ett år med 22,6 procent. I februari 2018 var partiet uppe på 25 procent i Skops mätning. Senare under våren och sommaren 2018 vände emellertid opinionssiffrorna nedåt med ett väljarstöd på mellan 15 och 20 procent i flera olika mätningar. I riksdagsvalet 2018 fick Moderaterna ett väljarstöd på 19,8 procent, vilket var en tillbakagång med 3,5 procentenheter och innebar fjorton färre riksdagsmandat. Alliansen blev mindre än de rödgröna, som dock inte lyckades nå egen majoritet. På valnatten krävde Kristersson statsminister Stefan Löfvens avgång, och uttryckte en ambition att själv bli ny statsminister.
I valrörelsen framhöll Kristersson vikten av en migrationsuppgörelse där han menade att Socialdemokraterna och Moderaterna hade ett "speciellt ansvar" att komma överens, men han sa samtidigt att han inte uteslöt några partier i diskussionen. Han beskrev integrationen av det stora antal flyktingar som hade kommit till Sverige som en ödesfråga för landet. Han föreslog bland annat obligatoriska språkförskolor för nyanlända barn, och en ny anställningsform med inträdesjobb med en 70-procentig lön för unga svenskar utan gymnasieexamen och för nyanlända utan utbildning under dessas första fem år i landet.

### Regeringsbildningen 2018
Den 2 oktober 2018 fick Kristersson i uppdrag av talmannen Andreas Norlén att sondera förutsättningarna för att bilda en ny regering. Han sökte initialt stöd för att bilda en regering bestående av Allianspartierna (Moderaterna, Centerpartiet, Kristdemokraterna och Liberalerna) genom stöd av Socialdemokraterna. Den 9 oktober meddelade han emellertid att Socialdemokraterna avvisat alla vidare samtal om överenskommelser, men att han avsåg fortsätta sondera förutsättningar för att bilda en ny regering. Den 14 oktober konstaterade han att han inte längre såg förutsättningar för att bilda en ny regering. Efter ytterligare samtal och sonderingar valde talmannen att låta riksdagen rösta om Kristersson som statsminister i en regering med Moderaterna och Kristdemokraterna. I omröstningen den 14 november 2018 röstade riksdagen nej med 195 röster mot 154 efter att Centerpartiet och Liberalerna följt de rödgrönas nej-linje medan Sverigedemokraterna röstat för Kristersson. Han blev därmed den förste statsministerkandidaten sedan regeringsformens införande 1974 – då riksdagen fick makten att utse statsminister – att inte godkännas av riksdagen.

### Mandatperioden 2018–2022
Inför valet 2018 hade Kristersson tillsammans med övriga Alliansen slagit fast att de inte skulle samarbeta med Sverigedemokraterna, vilket blev extra medialt uppmärksammat efter att löftet även framfördes till förintelseöverlevaren Hédi Fried. I samband med att Stefan Löfven ordnade partiöverskridande diskussioner om gängkriminalitet 2019, men valde att inte inkludera Sverigedemokraterna, beslöt Kristersson sig för att öppna upp för diskussioner med Sverigedemokraterna. Samtalet sågs som en öppning för ett djupare samarbete med Sverigedemokraterna i en framtida regering.

#### Regeringskriserna 2021

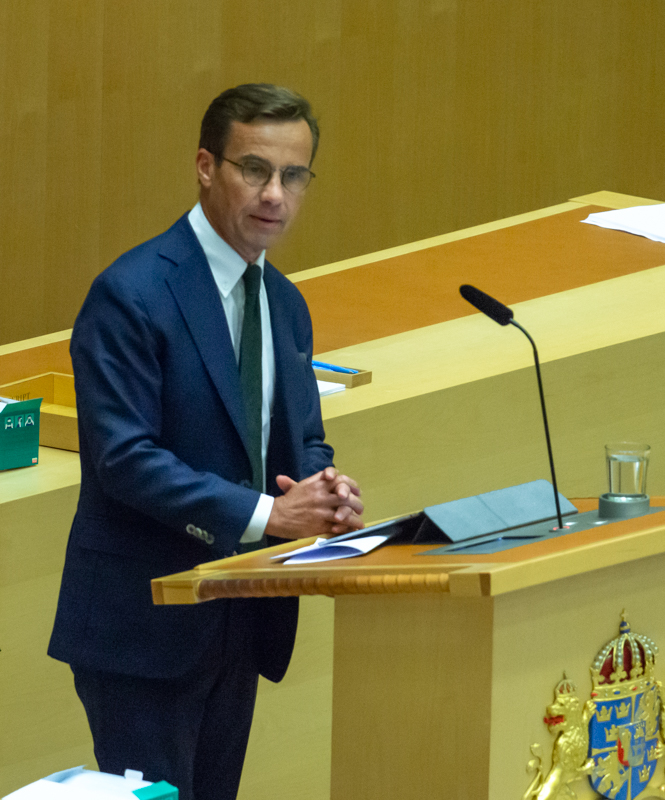
Ulf Kristersson i riksdagens talarstol under regeringskrisen 2021 och strax före statsministeromröstningen den 7 juli.

Under regeringskrisen i Sverige i juni 2021 gav talman Andreas Norlén Ulf Kristersson i uppdrag att sondera förutsättningarna för att bilda regering. Efter två dagar meddelade han att han gav upp försöken då han inte lyckats samla de 175 riksdagsmandat som krävts.
Den 24 november 2021 röstade riksdagen om att utse Magdalena Andersson (S) till Sveriges statsminister och därmed efterträdare åt Stefan Löfven (S). Politisk turbulens uppstod när hennes tilltänkta koalitionspartner Miljöpartiet lämnade samarbetet samma dag som hon valdes. Moderaterna röstade nej till förslaget att utse Andersson till statsminister. 

#### Ett förändrat säkerhetsläge i Europa 2022
I början av 2022 förde Ryssland in flottstyrkor i Östersjön av ett slag och en mängd som landet tidigare inte hade gjort. Sverige flyttade marktrupper till Gotland, vilket fick Ryssland att reagera diplomatiskt och situationen i området bedömdes allmänt vara mer spänt än det någonsin hade varit sedan kalla krigets dagar. Ryssland samlade vid samma tid markstridstrupper vid sin gräns till Ukraina och den 24 februari gick de ryska styrkorna till massivt angrepp mot Ukraina. Dessa förhållanden ledde till att Kristersson väckte frågan om att Sverige borde ansöka om anslutning till NATO, något som sedan flera år var partiets åsikt men som nu kanske skulle kunna samla en majoritet i riksdagen. Även Liberalerna hade sedan länge förespråkat en svensk NATO-anslutning. Under våren svängde både Socialdemokraterna och Sverigedemokraterna i frågan, båda partierna hade tidigare motsatt sig tanken på ett svenskt NATO-medlemskap. Kristersson kom att samarbeta med statsminister Andersson i frågan och en bred majoritet kunde samlas för saken i riksdagen, där endast Miljöpartiet och Vänsterpartiet kvarstod vid ståndpunkten att Sverige borde vara alliansfritt. Genom den breda majoriteten, kom frågan inte att bli någon valfråga i höstens riksdagsval.

### Riksdagsvalet 2022

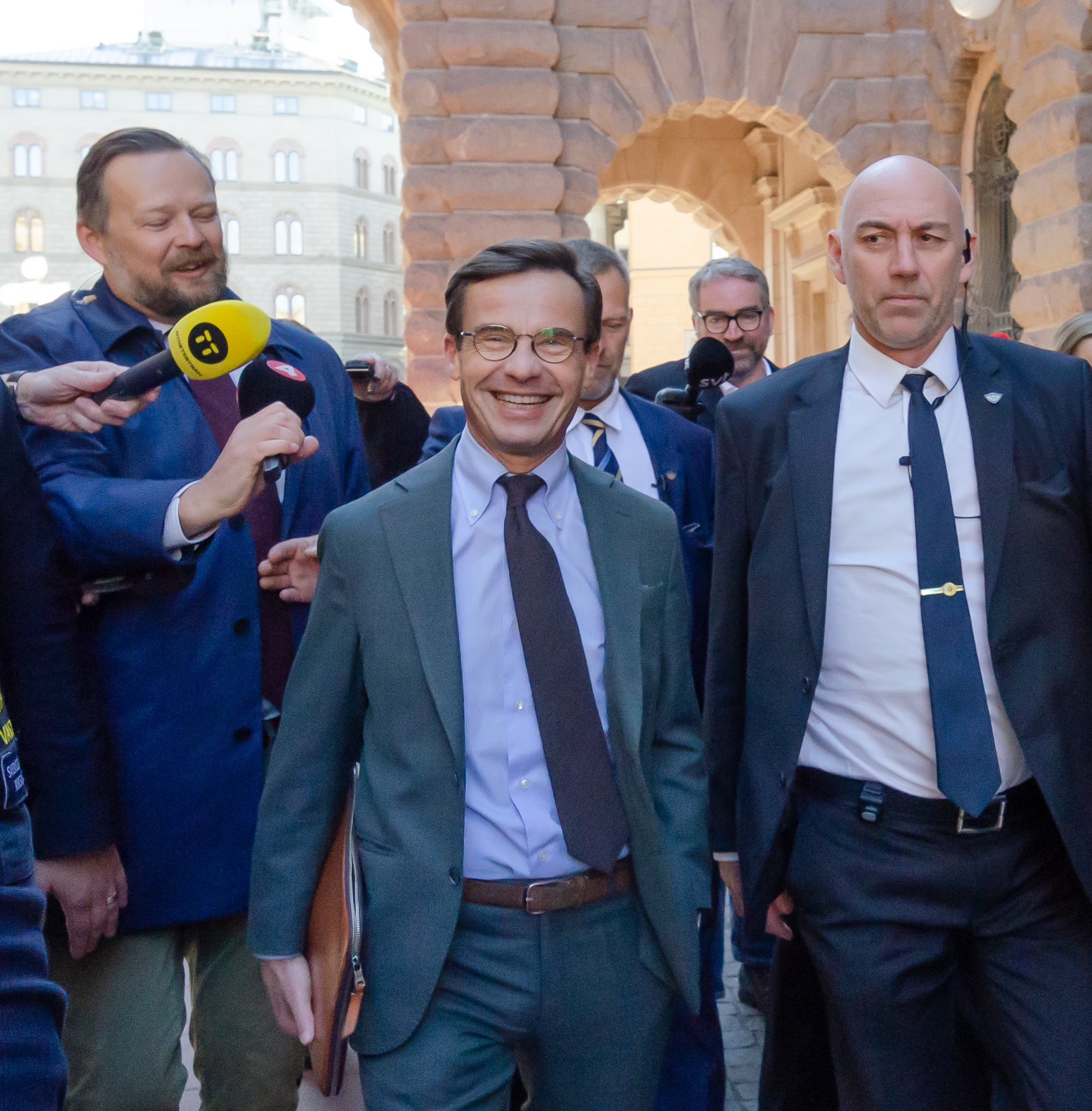
Kristersson på väg till talmannen, oktober 2022.

Inför riksdagsvalet 2022 gick Kristersson till val som Moderaternas partiledare för att bilda regering tillsammans med Kristdemokraterna, med stöd av Liberalerna och Sverigedemokraterna.
Valet hölls söndagen den 11 september 2022. Den 14 september, onsdagen efter valet, var så gott som alla röster färdigräknade och då utropade Kristersson valseger för högerblocket, bestående av Moderaterna, Kristdemokraterna, Sverigedemokraterna och Liberalerna, och började arbetet med att få ihop ett nytt regeringsunderlag för att bilda en ny regering. Statsminister Magdalena Andersson hade samma dag erkänt sig besegrad.

### Mandatperioden 2022–2026
Den 14 oktober 2022 meddelade Kristersson riksdagens talman att han var redo att bilda regering tillsammans med Kristdemokraterna och Liberalerna, med stöd av Sverigedemokraterna. De fyra partiernas skriftliga överenskommelse med Kristersson som statsminister för mandatperioden 2022–2026 kallas för Tidöavtalet.

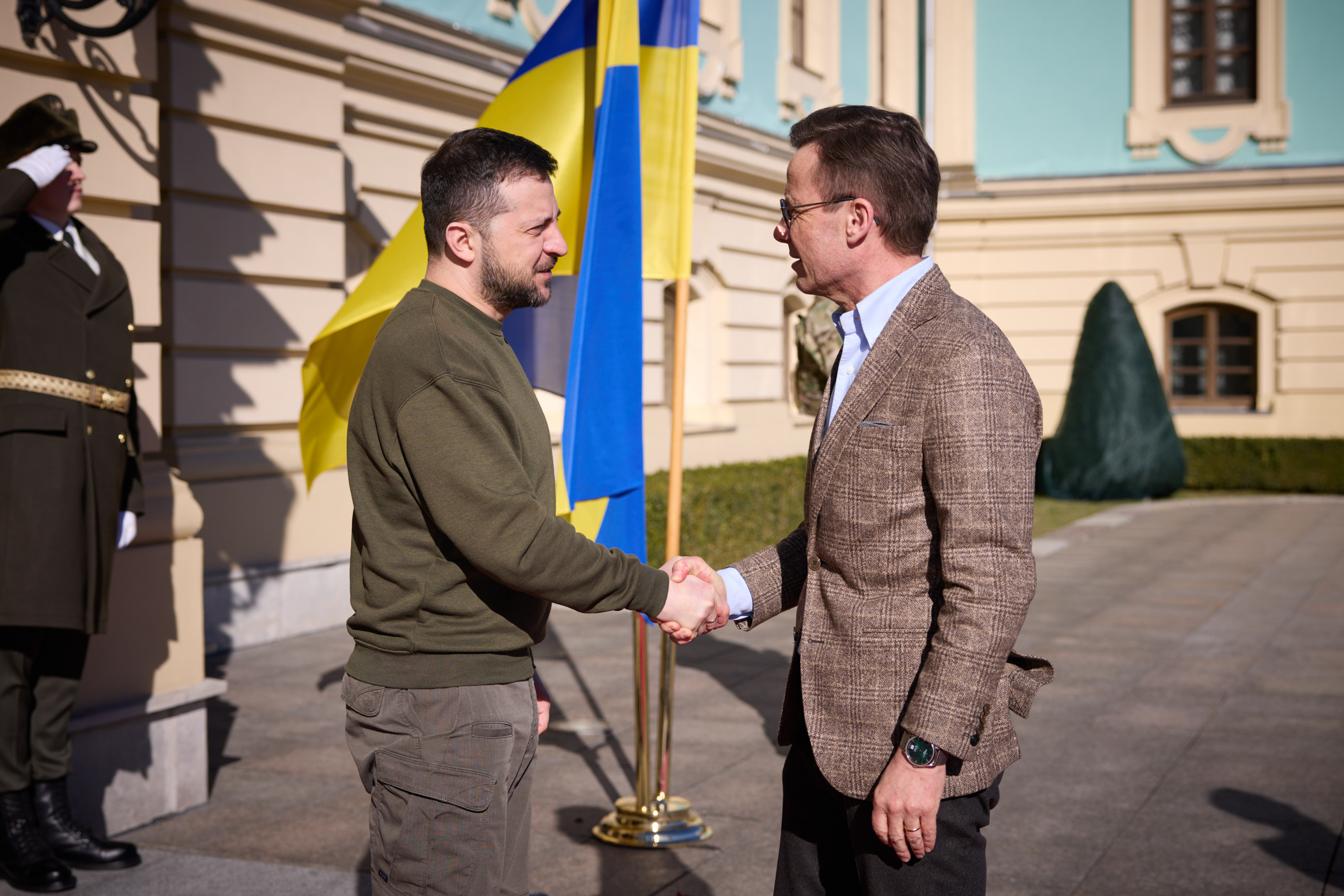
Kristersson tillsammans med Ukrainas president Volodymyr Zelenskyj, 2023.

## Sveriges statsminister 2022–

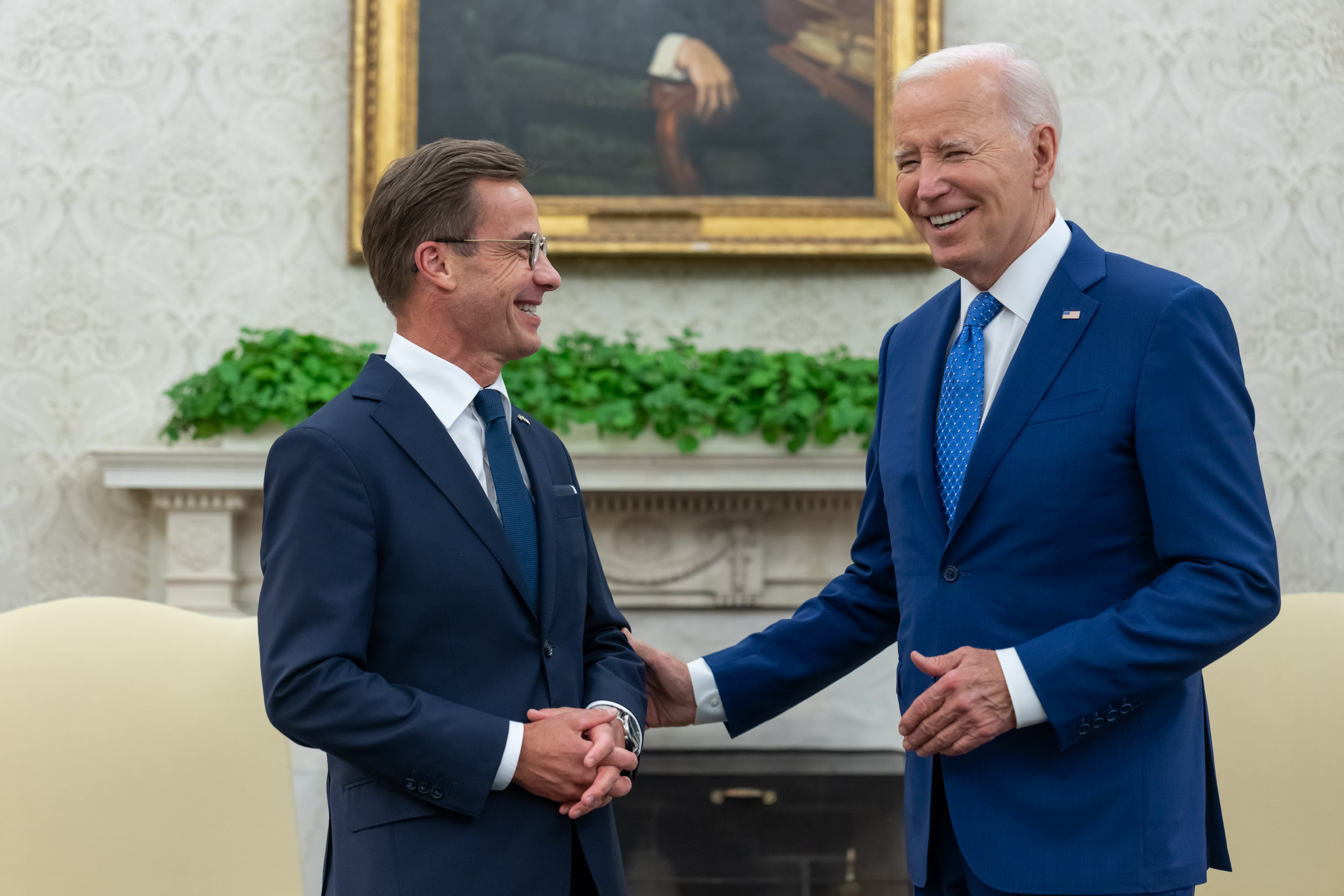
Kristersson med USA:s president Joe Biden, 2023.

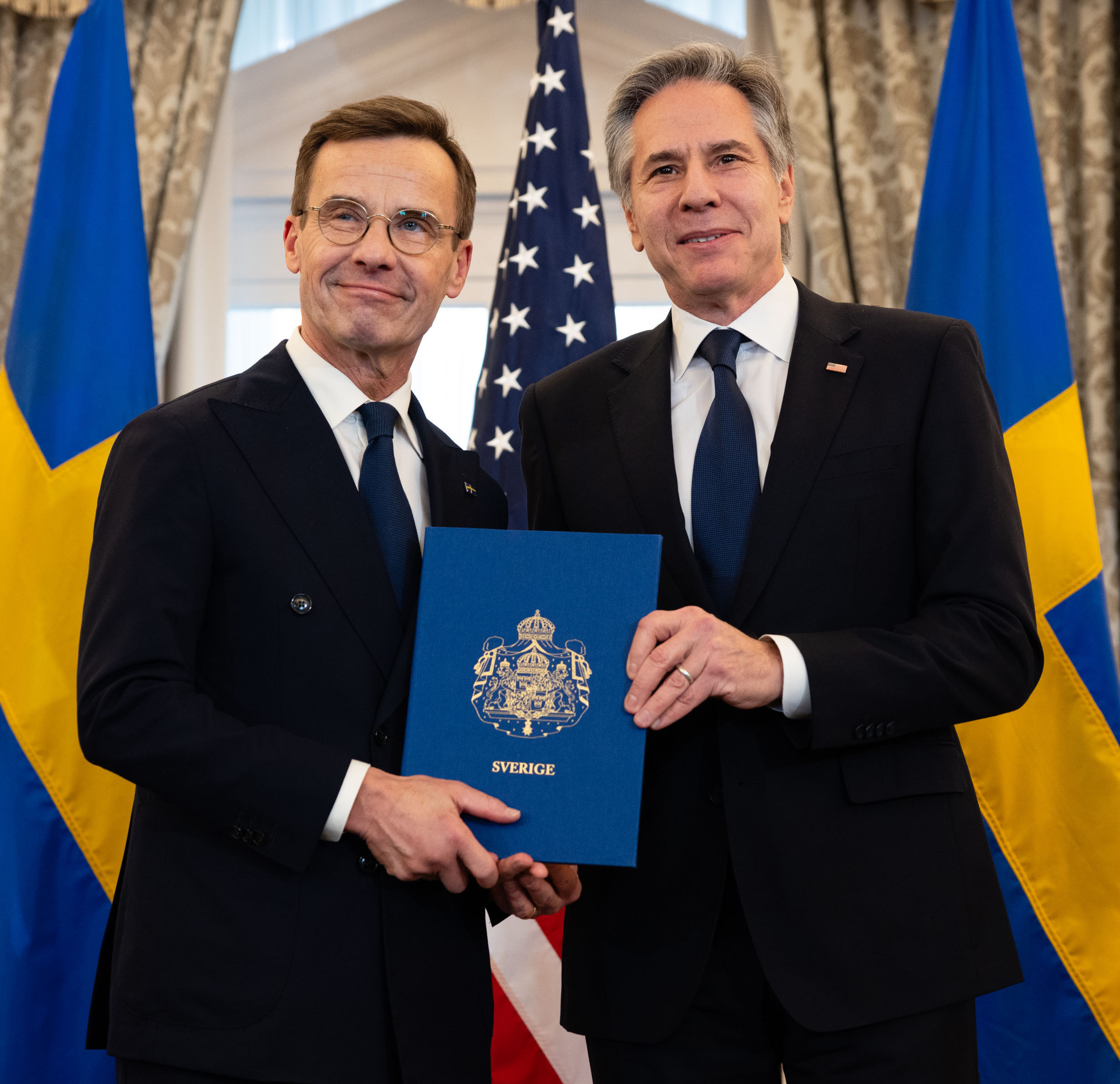
Kristersson och USA:s utrikesminister Antony Blinken, den 7 mars 2024, då Sverige inträdde i Nato.

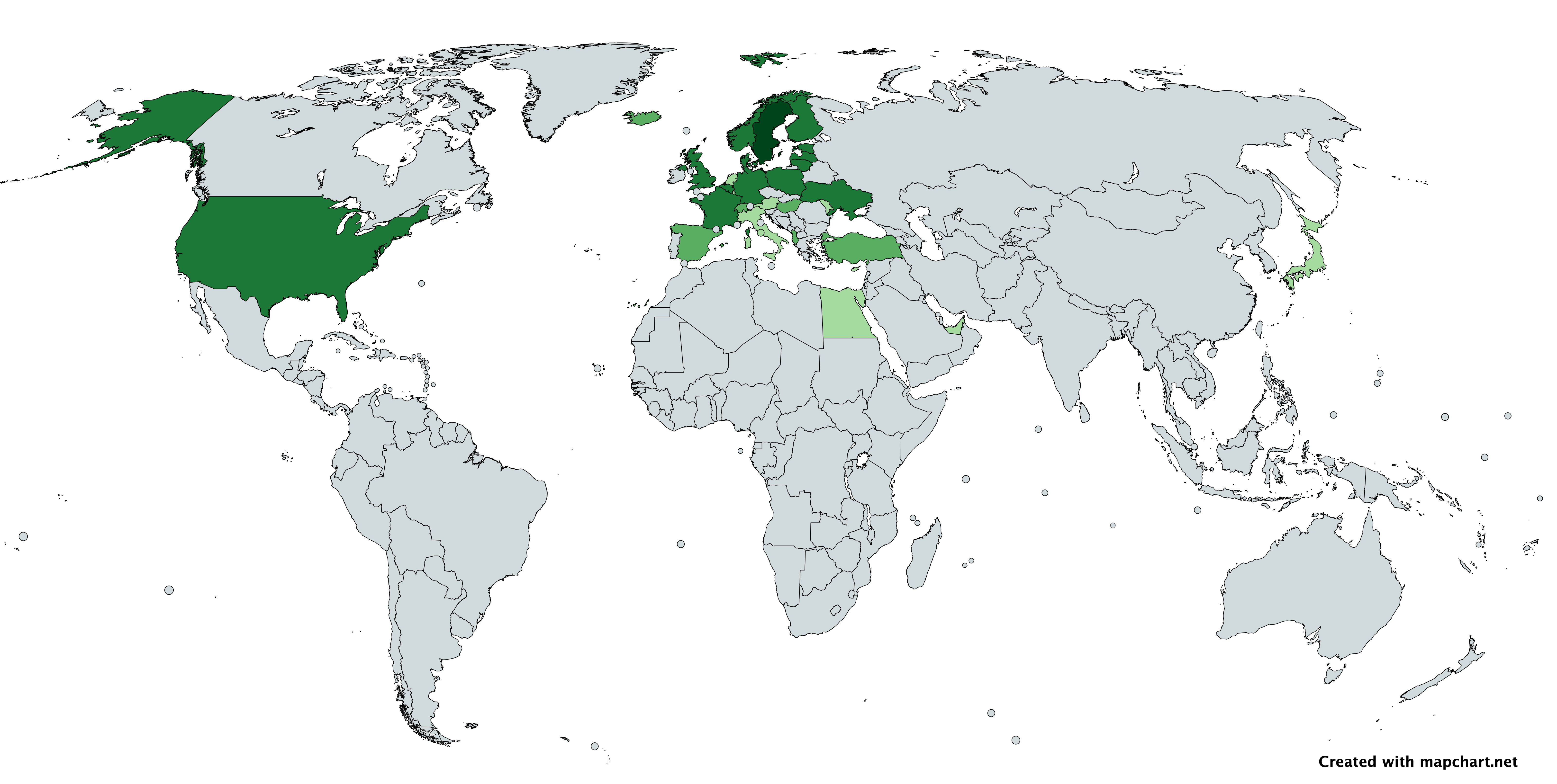
Kartan visar de länder Kristersson besökt under tiden som statsminister.

Den 17 oktober 2022 röstade riksdagen igenom Kristersson som statsminister, med 176 röster för och 173 emot. Den 18 oktober 2022 presenterade Kristersson sin regering och senare samma dag, vid en konselj på Stockholms slott, tillträdde han formellt som Sveriges statsminister. Under hans ämbetstid som statsminister är Anna af Sillén statsrådsersättare för honom i riksdagen.
Kristerssons första utlandsresa som statsminister ägde rum den 28 oktober 2022 och gick traditionsenligt till Finland, där han mötte Finlands president Sauli Niinistö och statsminister Sanna Marin. Frågor som diskuterades under mötet var framförallt den pågående energikrisen, försvar och säkerhetspolitik samt Rysslands invasion av Ukraina. Både Sverige och Finland hade vid detta tillfälle ansökt om medlemskap i Nato, men ännu inte blivit medlemmar.
Den 15 februari 2023 mötte Kristersson Ukrainas president Volodymyr Zelenskyj i Kiev där Kristersson talade om Sveriges stöd till Ukraina.
Den 5 juli 2023 reste Kristersson till USA för att träffa president Joe Biden. Fokus under mötet låg på Sveriges Natoanslutning. Mötet mellan Kristersson och Biden var det första sedan Kristersson tillträtt som statsminister.
I juli 2024 deltog Kristersson på det första mötet i Nato, sedan Sveriges anslutning den 7 mars 2024.
I december 2024 besökte Kristersson Paris för återinvigningen av Notre-Dame de Paris och i samband med återinvigningen mötte han flera regerings- och statschefer, däribland USA:s tillträdande president Donald Trump.
Med anledning av skolskjutningen i Örebro den 4 februari 2025, höll Kristersson den 10 februari ett tal till nationen som sändes i Sveriges Television. Kristersson beskrev Sverige som: "... ett land i sorg. Mina tankar är hos de anhöriga."

## Utmärkelser
- Konung Carl XVI Gustafs jubileumsminnestecken IV, 15 september 2023.[74]
- Storofficer av franska Hederslegionen, 30 januari 2024.[75]
- Storkors av finska Vita Ros' orden, 23 april 2024.[76]
- Storkors av danska Dannebrogorden, 6 maj 2024.[77]
- Första klassen av ukrainska Furst Jaroslav den vises orden, 26 augusti 2024.[78]

## Bildgalleri under tiden som partiledare och statsminister

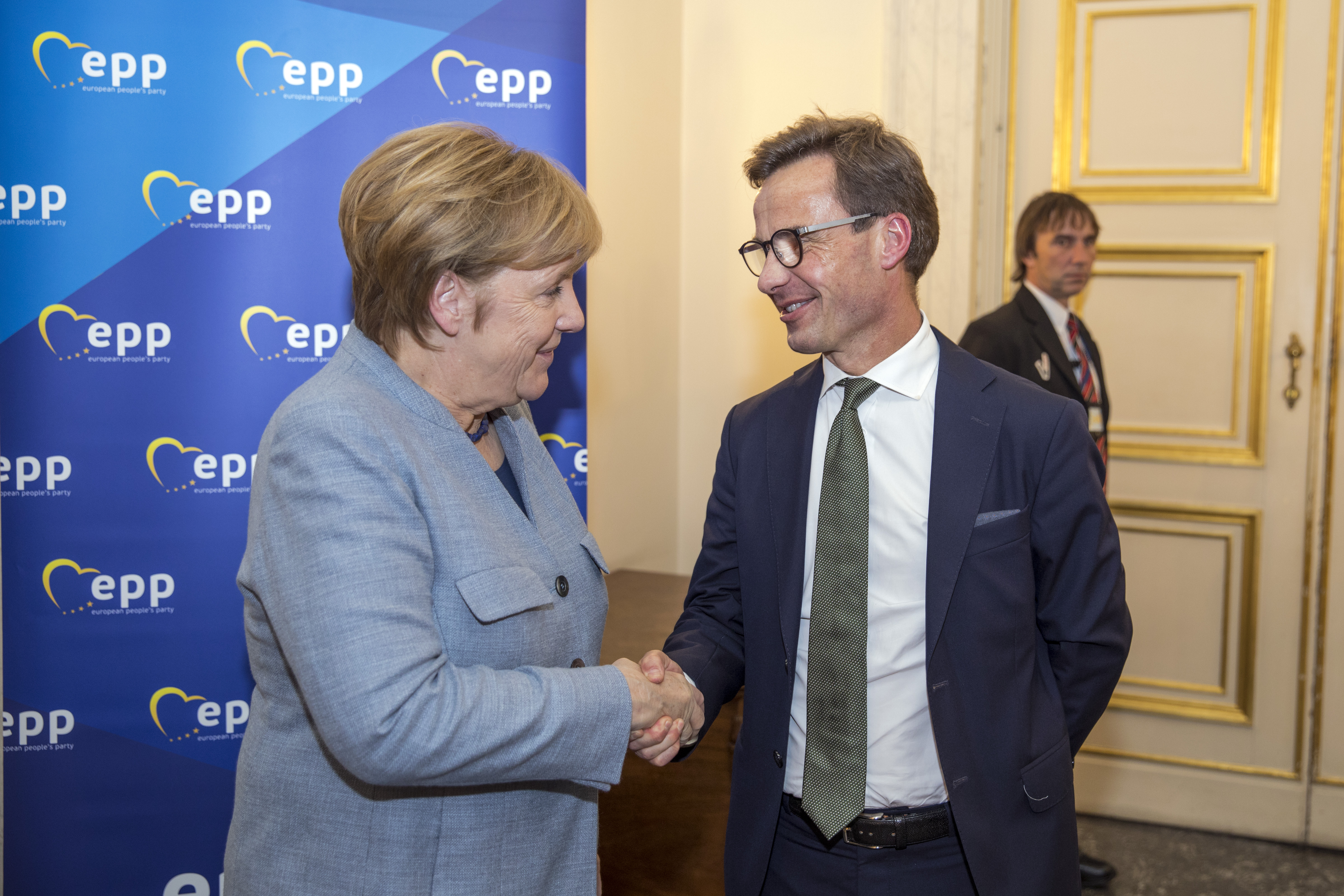
Kristersson och Tysklands förbundskansler Angela Merkel, 2017.
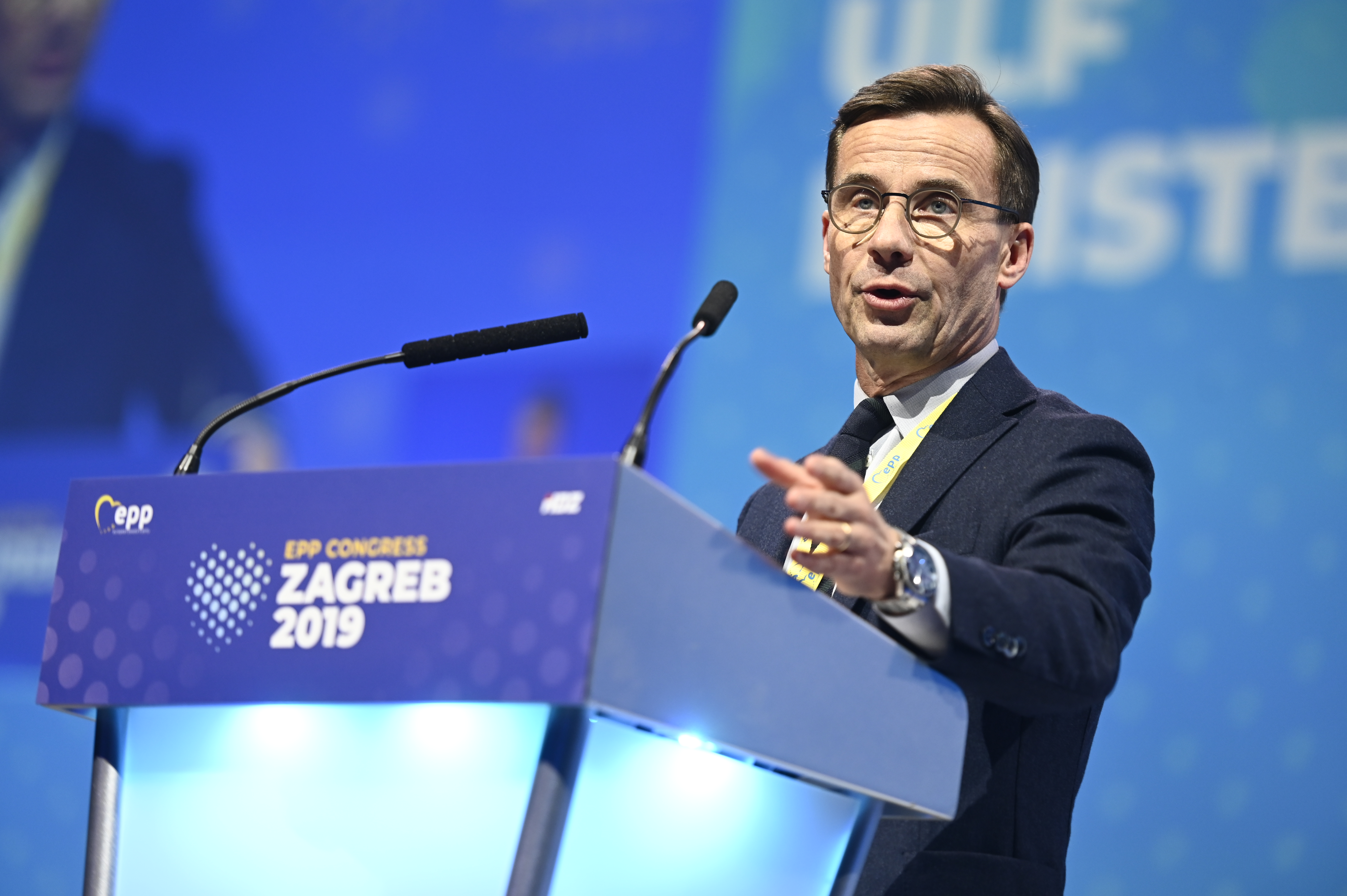
Kristersson vid EPP:s kongress i Zagreb, 2019.
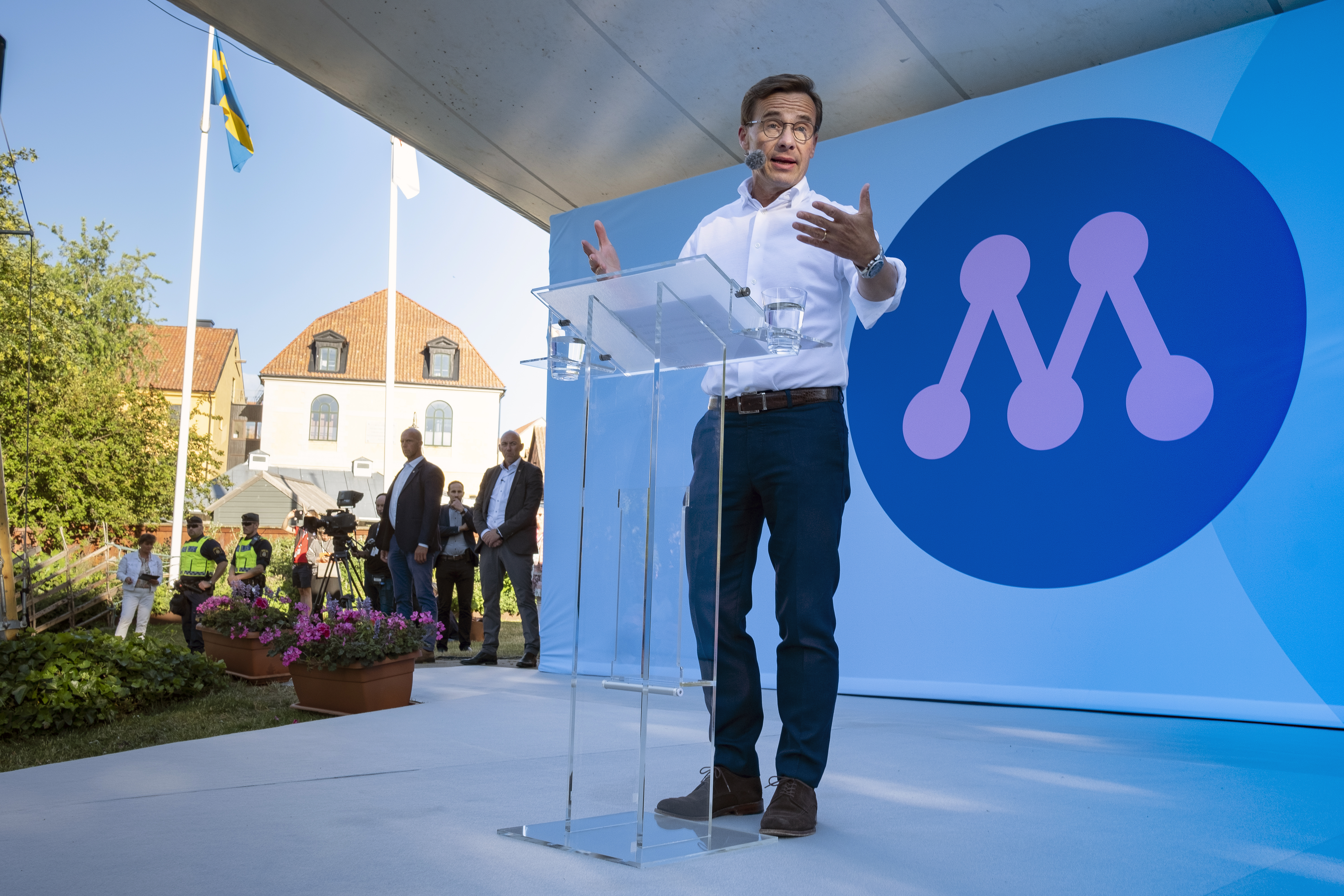
Kristersson under Almedalsveckan i Visby, 2019.
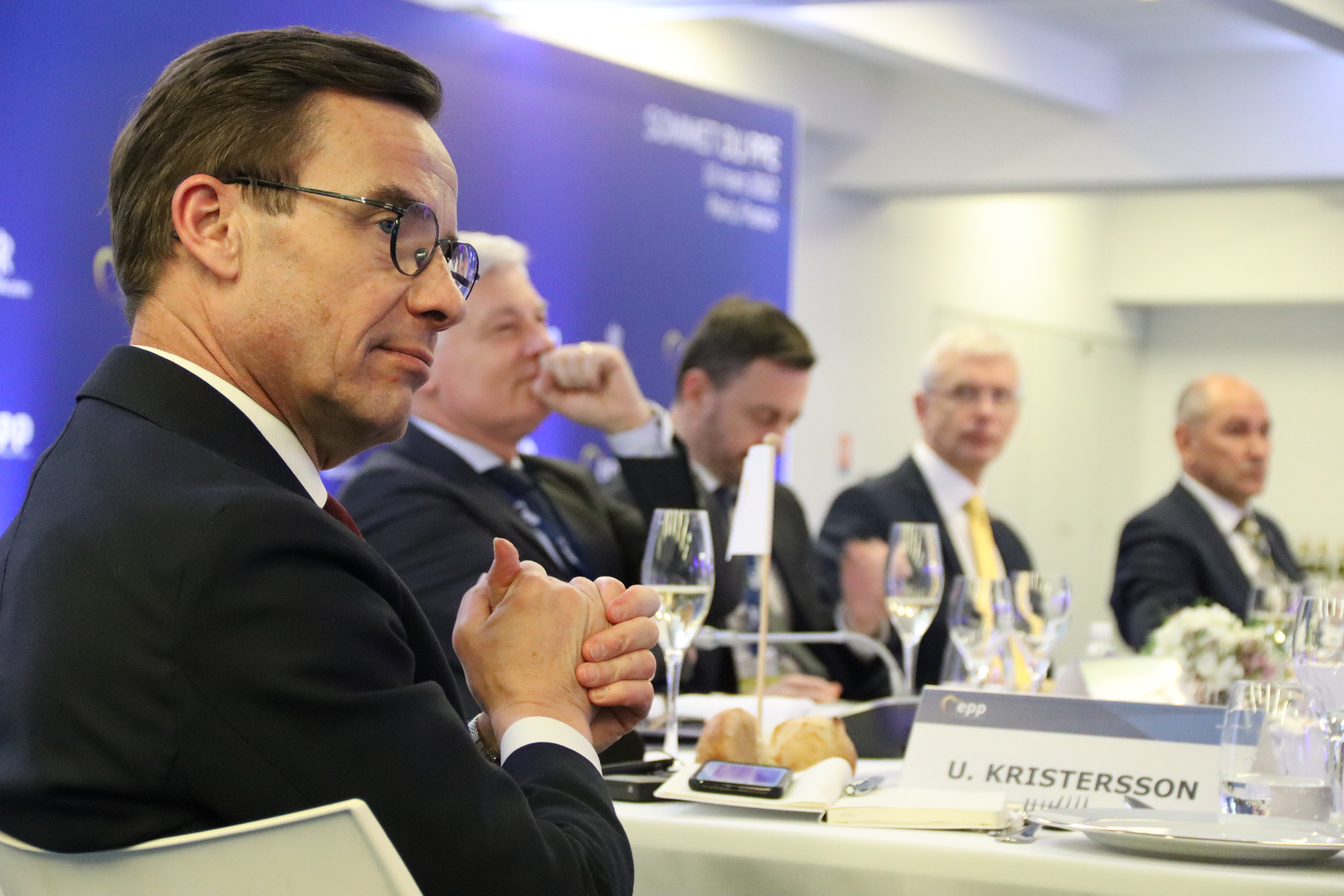
Kristersson vid Europeiska folkpartiets möte i Paris, 2022.
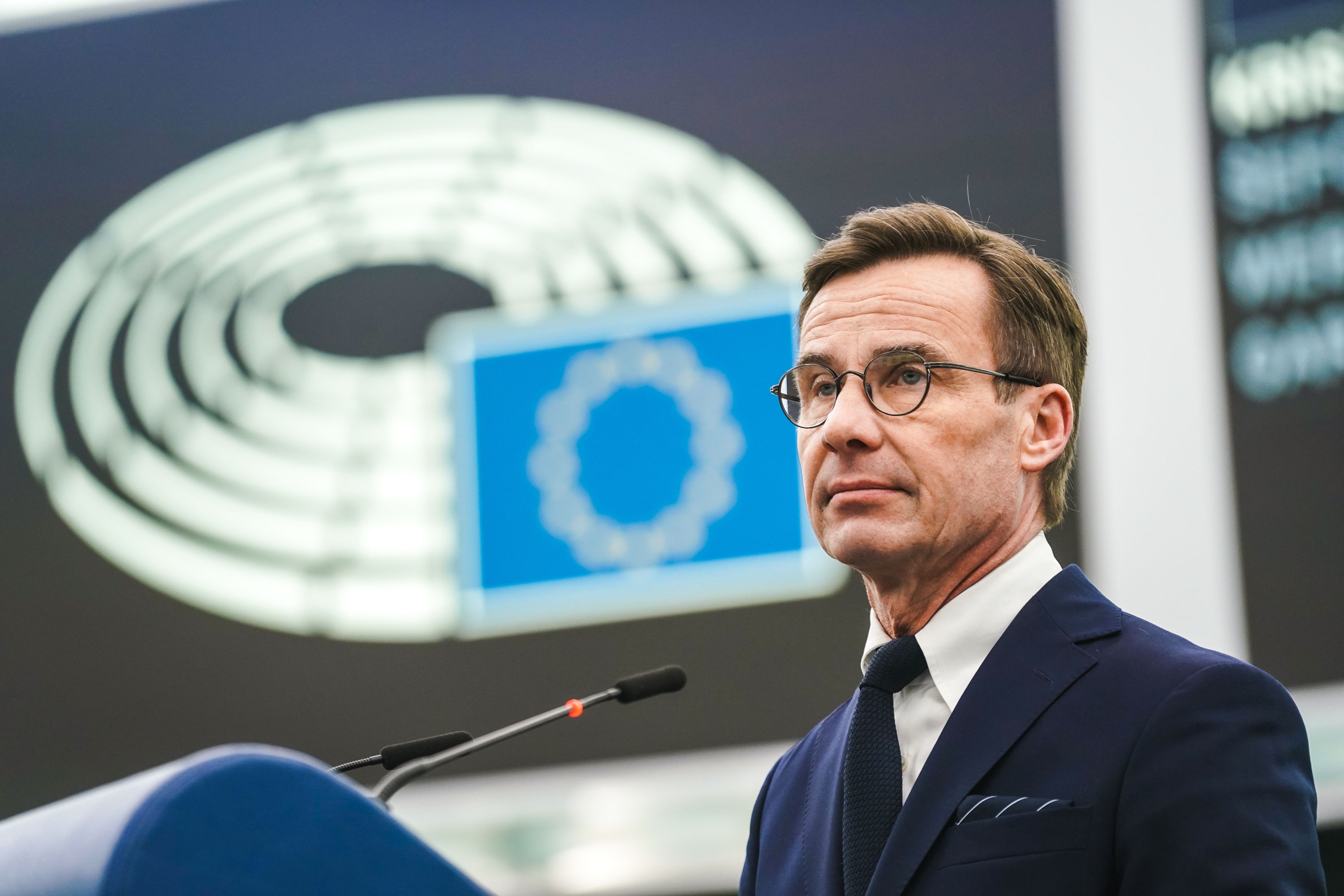
Kristersson i Europaparlamentet, 2023.
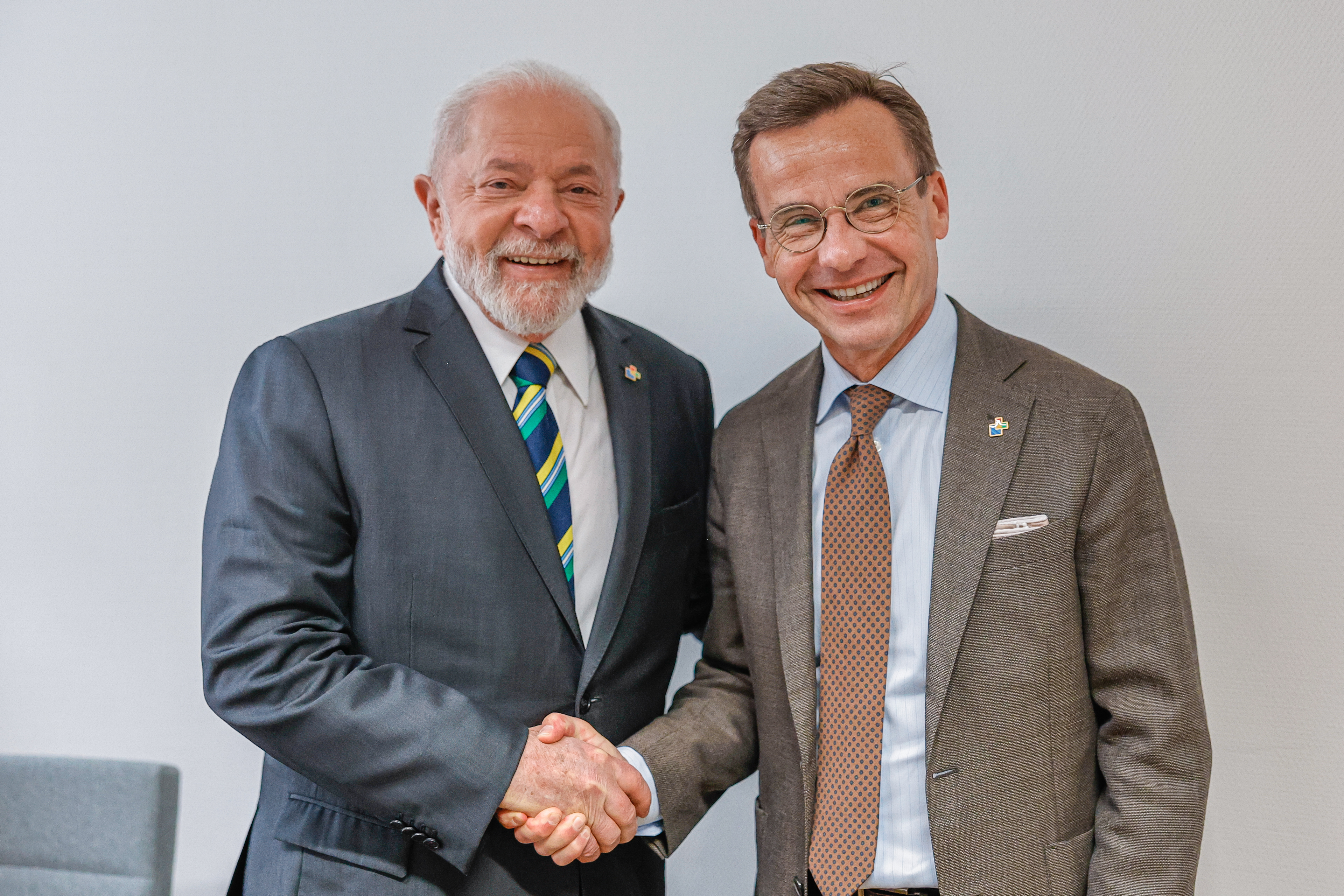
Kristersson med Brasiliens president Luiz Inácio Lula da Silva, 2023.
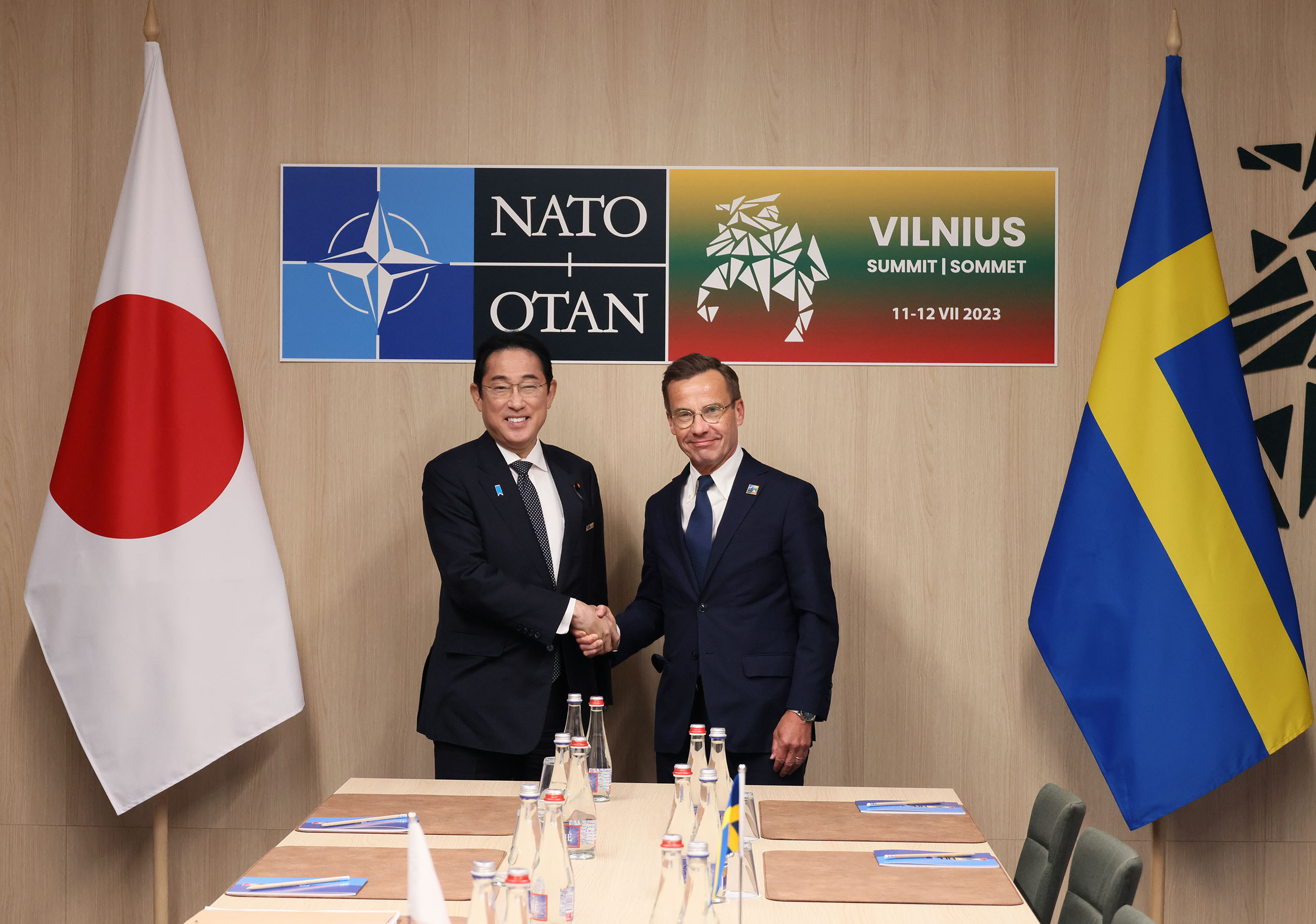
Kristersson med Japans premiärminister Fumio Kishida, 2023.
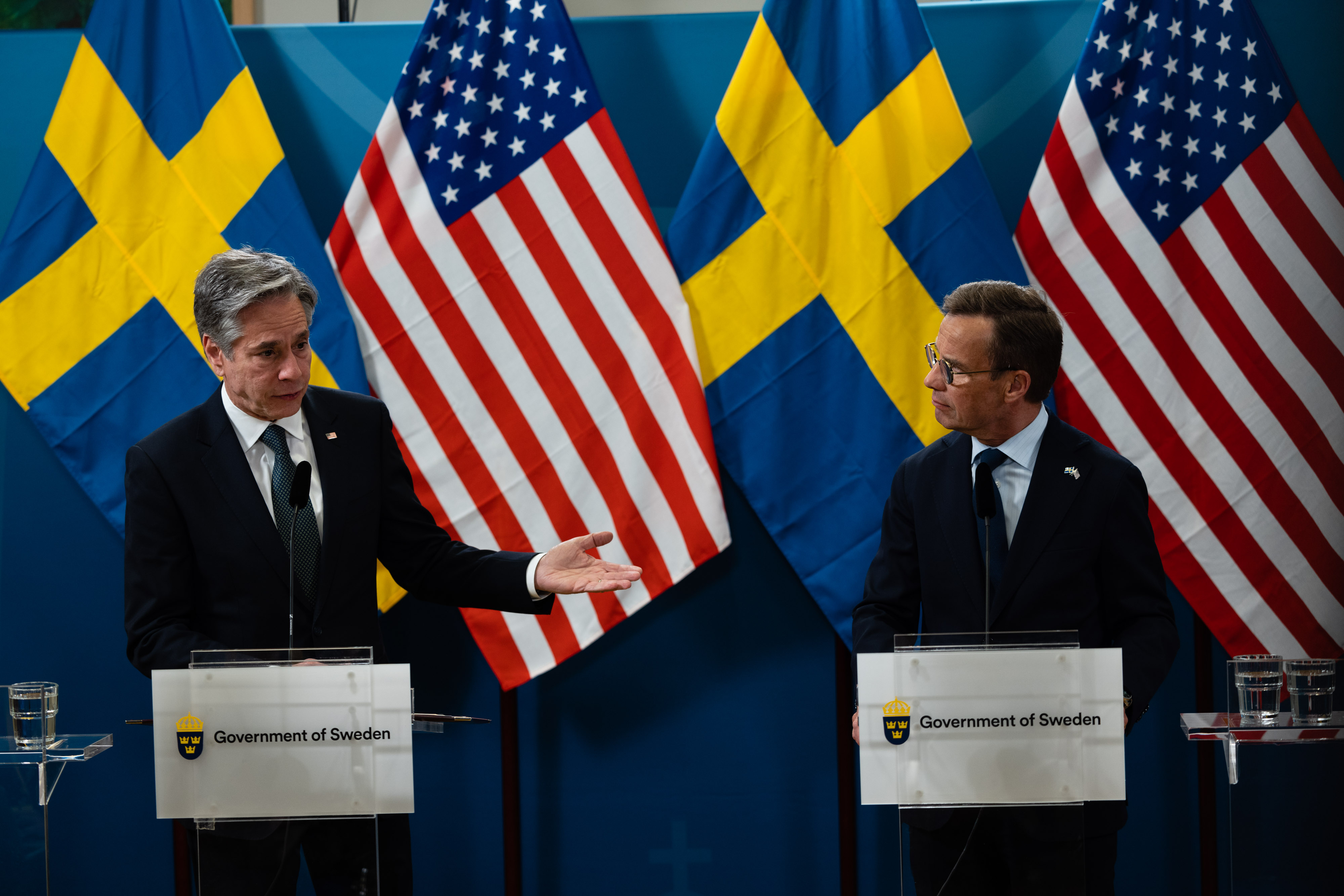
Kristersson med USA:s utrikesminister Antony Blinken, 2023.
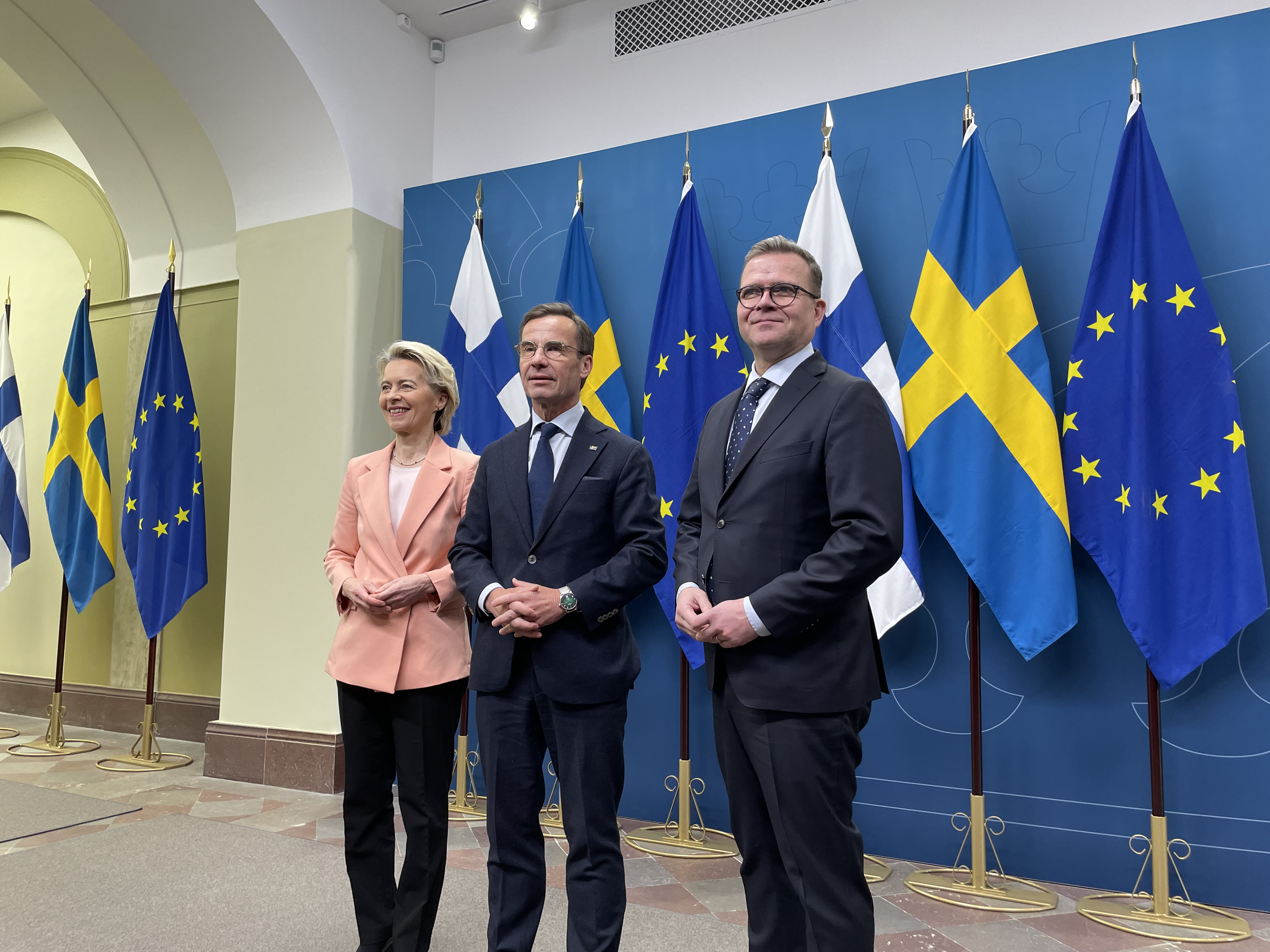
Kristersson med Europeiska kommissionens ordförande Ursula von der Leyen och Finlands statsminister Petteri Orpo, 2024.